# Orebiten

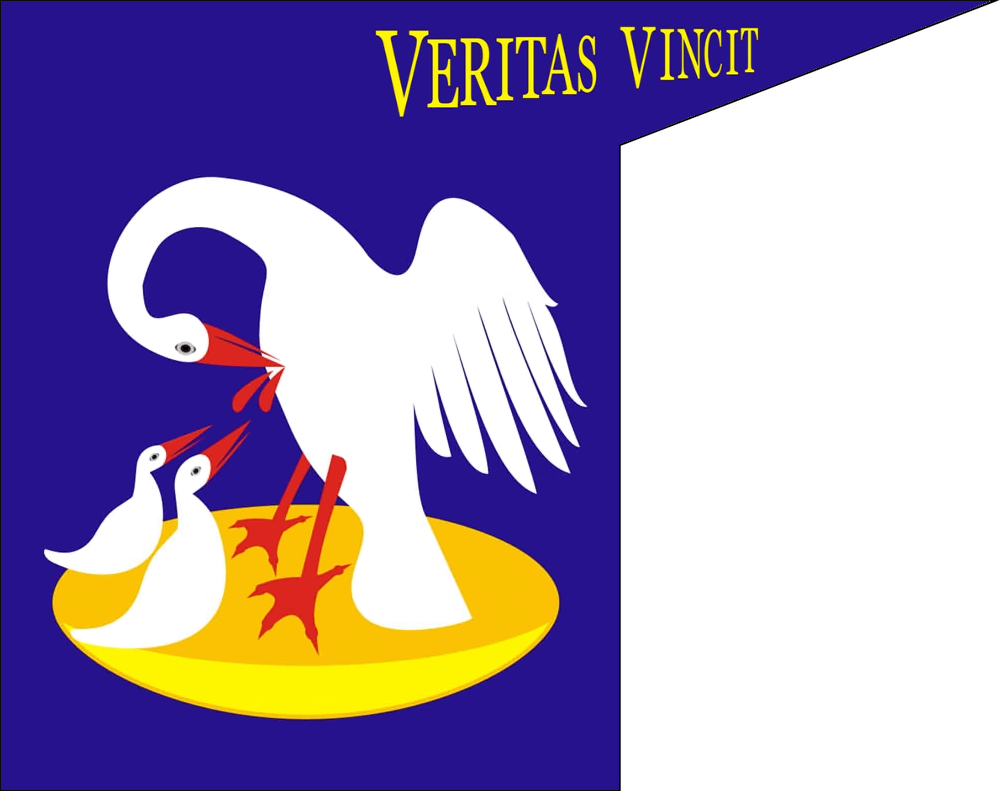
Banner mit Pelikan, das von den Orebiten verwendet wurde (hypothetische Farben)

Orebiten waren radikale Anhänger der Hussiten in Ostböhmen ähnlich wie die Taboriten in Südböhmen. Die Gründer nahmen an der Prozession auf dem Berg Oreb bei Třebechovice teil. Später gehörten die meist adligen Anhänger der ostböhmischen Brüder-Unität an. Der ideologische Gründer war der Priester Ambrož Hradecký, zu den Anführern gehörten Hynek Kruschina von Lichtenburg und Diviš Bořek z Miletínka, der Feldhauptmann der Hussiten in Ost- und Mittelböhmen.
Die Orebiten waren maßgeblich an der Brandschatzung des Benediktinerklosters in Münchengrätz im Frühsommer 1420 beteiligt und unterstützten im Herbst 1420 die übrigen Hussiten bei der Schlacht bei Vyšehrad. 1423 vereinigten sie sich mit den Waisen des Jan Žižka im Hradecer Bund zu einer neuen Brüderschaft. Am 11. Oktober 1424 starb Žižka, und Andreas Prokop wurde der neue Führer. Unter seiner Führung siegte die Brüderschaft in der Schlacht bei Aussig im Juni 1426 gegen ein mächtiges Heer, das von deutschen Feudalherren angeführt worden war.

## Rezeption
Der tschechische Schriftsteller Jan Erazim Vocel hat 1832 eine historische Novelle mit dem Titel Der letzte Orebite geschrieben, die erstmals 1837 in der Zeitschrift Květy veröffentlicht wurde. Dabei geht es um die Geschichte der Taboriten und Orebiten und ihren Kampf für die Freiheit der südslawischen Völker.